# اچ‌ام‌اس اورورا (اف۱۰)
اچ‌ام‌اس اورورا (اف۱۰) (به انگلیسی: HMS Aurora (F10)) یک کشتی بود که طول آن ۱۱۳٫۴ متر (۳۷۲ فوت) بود. این کشتی در سال ۱۹۶۲ ساخته شد.